# Sven Öste
Sven Rudolf Öste, född 28 juni 1925 i Oscars församling i Stockholm, död 17 augusti 1996 i Tyresö församling i Stockholms län, var en svensk journalist och författare. År 1966 blev han den första att få Stora journalistpriset i kategorin "dagspress", för sin rapportering från Vietnamkriget.

## Bakgrund
Sven Öste var son till journalisten Alfred Öste och Giggi, ogift Ahlström, bror till journalisten Bengt Öste samt dotterson till Rudolf och Nathalia Ahlström. Han var 1948–1963 gift med sociologen och författaren Mia Berner (1923–2009) och 1963–1978 med journalisten Birgitta Albons (1943–2007), dotter till Åke Albons och Solveig, ogift Hollberg.
När Öste var fjorton år fick han ett stipendium från Sverige-Amerika Stiftelsen. Han fick tillbringa två månader vid Camp Rising Sun i Rhinebeck, New York, ett läger för pojkar mellan 13 och 15 år. År 1944 tog han studentexamen vid Djursholms samskola.

## Karriär
Sven Öste började sin karriär på Dagens Nyheter 1950 som redigerare och reporter, men flyttades snart till ledarredaktionen. 1957 gjorde han sin första stora utländska reportageresa. Den gick till Algeriet, där han skildrade kampen för frigörelsen från Frankrike. 
Öste har under sin karriär rapporterat från bland annat Zimbabwe, Kuba, USA, Portugal, Frankrike, Algeriet, Brasilien och Bolivia. Han rapporterade också från Israel-Palestinakonflikten med tydliga sympatier för palestinierna. Hans tydliga politiska ställningstagande blev kritiserat men också beundrat, bland annat av Dagens Nyheters Ulf Brandell. Han kallade Sven Öste för "tredje världens Herbert Tingsten" och mindes Östes arbete "med beundran och djup respekt". Han blev också tilldelad Stora Journalistpriset år 1966 för sin rapportering från Vietnamkriget.
Mellan 1971 och 1975 var Sven Öste Dagens Nyheters utrikeschef och från 1984 var han tidningens Afrikakorrespondent. Han författade också ett antal politiska reportageböcker, bland annat om Japan, Afrika, USA och Vietnam.
Sven Öste gick i pension 1990, men även efter det fortsatte han att jobba med olika frilansuppdrag. Hans största projekt gällde en granskning av tre viktiga utrikespolitiska skeenden: Kubakrisen 1962, Intermezzot i Tonkinbukten 1964 och dess avgörande betydelse för Vietnamkrigets upptrappning samt utvecklingen i Algeriet.  Sven Öste är begravd på Tyresö begravningsplats.